# Сражение при Баскаре (1795)
Сражение при Баскаре (исп. Bàscara) или Сражение при Понтосе (исп. Pontós) — 14 июня 1795 года — одно из сражений войны первой коалиции эпохи французских революционных войн, во время которого французская Армия Восточных Пиренеев под командованием Бартелеми Луи Жозефа Шерера столкнулась с испанской королевской армией под командованием Хосе де Уррутии де лас Касаса. Обеспокоенный выдвижением армии Шерера на позиции к реке Флувия, Уррутия быстро собрал свои войска и атаковал французский центр, вынудив его отступить.

## Перед сражением
Боевые действия в восточных Пиренеях возобновились в середине июня. Генерал Шерер, после двух неудачных попыток, больше не стремился сбить испанцев с их позиций. К тому же это становилось труднее, так как его противник был воодушевлен успехами предыдущих боев, провел реорганизацию своей армии и получил подкрепления.
Так как начало заканчиваться продовольствие в его лагере, и нужно было срочно доставить его, Шерер собирался прикрыть силами армии фуражировку на равнине Тер, в долине Флувии и в небольших прилегающих плодородных долинах, еще богатых, поскольку испанцы, снабжаемые из своих магазинов, не делали там реквизиций.
Французские войска одновременно начали движение в ночь на 14 июня. Войска были разделены на три примерно равные по численности дивизии. За каждой из них должен был последовать сильный арьергард. Гакен командовал левым флангом, Шерер — центром, Ожеро был справа. Французская линия простиралась от Сан-Педро-Пескадор до Бесалу. Центральную позицию у Понтоса занимали силы в 6000 штыков и 800 сабель, на каждом фланге было по 5000 штыков и 500 сабель.

## Ход сражения
Уррутия, видя, что Шерер развернул фланги своей армии, немедленно приказал войскам, находившимся в Бесалу, поспешно занять в горах ущелье Коль-де-Портей. Этот проход был единственным, по которому французы могли добраться до Бесалу. На высотах Эспонелья была установлена сильная батарея для защиты подступов к мосту. Вся испанская армия была приведена в движение, и все броды на Флувии охранялись. Шерер, узнав о распоряжениях Уррутии, тотчас изменил свой план операции.
Задержка, вызванная его новыми распоряжениями, дала генералу Вивесу время предупредить французов на Флувии в развертывании и переправиться через эту реку на правом фланге республиканской армии. Он переправился у Вилерта и продвинулся за Эспинавессу на позицию, занятую генералом Боном в лесу на расстоянии в четверть лиги от реки. Ожеро, заметив это продвижение, приказал устроить засаду в лесу, к которому направлялась испанская колонна из нескольких батальонов. Как только она оказалась в пределах досягаемости и, обнаружив засаду, открыла огонь, солдаты Бона устремились вперед в штыковую атаку, и части генерала Вивеса были в беспорядке отброшены к реке. Однако ему удалось у берега сплотить своих солдат и продолжить бой до вечера, после чего был вынужден вернуться на правый берег Флувии.
На левом фланге дивизия Гакена оказалась напротив войск генерала Итуригарая. Под прикрытием пехоты и нескольких батарей, расположенных у правого берега Флувии, 1100 испанских кавалеристов в сопровождении отряда вольтижёров пересекли реку двумя колоннами: первая, между Сан-Микелем и Сан-Томасом двинулась на генерала Банеля; вторая — в 500 метрах выше по течению, у Торруэллы, против гусар генерала Руже. Банель, занимавший отличную позицию, легко отбил несколько эскадронов противника. Гусары, также отбившие испанскую кавалерию, преследуя, сами попали под фланговый удар и в беспорядке отступили к Виламаколуму под прикрытие четырех батальонов генералов Гакена, Дюгуа и Гийо. Испанские кавалеристы не продолжили бой и отошли за Флувию.
Однако центр двух армий до сих пор оставался в полном бездействии, так Шерер собирался атаковать испанцев, расположившихся у перевала Ориоль, только после успеха двух своих флангов.
Уррутия упредил Шерера с ударом в центре и приказал перейти Флувию и атаковать французов. Первым перешли Флувию по мосту в Баскаре авангард под командованием дона Ильдефонса Ариаса и колонна маркиза Ла Романа. За этой первой колонной последовала дивизия под командованием генерала Ла Куэсты. Авангард получил приказ захватить разрушенный замок перед Понтосом, расположенный на очень крутой высоте, а Ла Куэста, прикрывая атаку, должен был двинуться со своей дивизией на высоты правее и севернее Понтоса в направлении Эрмедеса. Уррутия рассчитывал вместе с остальной пехотой поддержать эти две колонны и выехал из своей штаб-квартиры в Ориолсе.
Ариас атаковал с фронта. Ла Романа повернул налево от замка и атаковал деревню Понтос с фланга. Замок располагался на изолированной высоте, крутой со стороны Эрмедеса и Понтоса, но полого спускающейся к Флувии. Хотя эта важная для французов позиция была прикрыта лесом, оврагами и стенами, 1800 солдат Бейрана, не ожидавшие здесь атаки, уступили после часового сопротивления, и деревня и замок оказалась заняты Ариасом и Ла Романом. Увидев, что Ла Куэста по главной дороге движется к Эрмедесу и обходит его бригаду, Бейран, бросив свою артиллерию, отступил на север в направлении деревни Борасса, преследуемый испанской кавалерией.
После взятия Понтоса Ариас и Ла Романа присоединились к Ла Куэсте на высотах Эрмедеса, а затем эти три генерала снова выступили, пересекли и миновали Эрмедес и выстроились в боевой порядок за деревней параллельно подходившим подкреплениям французов.
За время боя у Понтоса Шерер перебросил с неугрожаемых участков части генералов Пуанта, Банеля, Дюфо, а также остановил Бейрана. В четыре часа Бейран был развернут перед Гарригасом, в двухстах метрах от линии противника. Справа стали Ожеро и Дюфо, слева — Пуант и Банель. На этой позиции 7000 французов простояли до вечера, имея против себя 16 тысяч испанцев, так и не вступая в бой и иногда обмениваясь выстрелами. С наступлением темноты, в восемь часов, две армии вернулись в свои лагеря.

## Результаты
Плодом этой операции для французов стали триста повозок с пшеницей и множество отар. Испанцы считали ее своей победой, так как в третий раз за кампанию выдержали наступление до тех пор побеждавших французов и понесли меньшие потери в живой силе. 